# FPT Industrial
FPT Industrial — производитель автомобильных трансмиссий, мостов и двигателей, основанный в марте 2005 года. Является дочерней компанией Fiat Group. Основан после распада альянса между Fiat и General Motors.
До 1 января 2011 года компания занималась производством силовых агрегатов, которые впоследствии были вынесены в отдельную компанию из состава Fiat. Компании были подразделены на Fiat Powertrain и FPT Industrial S.p.A. В настоящее время компания является частью Iveco.
В 2022 году компания объявила о приобретении миноритарного пакета акций индийского производителя коммерческих автомобилей на альтернативном топливе Blue Energy Motors. В настоящее время компания осуществляет свою деятельность в девяти странах мира.